# Sigvard Nordgård
Carl Sigvard Nordgård, född 23 februari 1916 i Stockholm, död 18 december 1991 i Nacka församling, Stockholms län, var en svensk väg- och vattenbyggnadsingenjör. 
Nordgård, som var son till civilingenjör Karl Nordgård och Ester Abrahamsson, avlade studentexamen 1936 och utexaminerades från Kungliga Tekniska högskolan 1941. Han blev byggnadskonstruktör hos Kjessler & Mannerstråle AB 1942, byggnadsinspektör vid Stockholms stads byggnadsnämnd 1943, byggnadskonstruktör hos Aspegren & Co 1944, var innehavare av Civilingenjör Sigvard Nordgård konsulterande ingenjörsbyrå (byggnadskonstruktioner) från 1945 samt Servias AB (grundundersökningar) från 1963 och Svenska Interpur AB (avloppsrening och slambehandling) från 1967. Utöver nedanstående skrifter författade han diverse tidningsartiklar om konsultproblem. Han erhöll första pris i Stiftelsen Hem i Sveriges tävlan "Ekonomiska småhus" 1953. Sigvard Nordgård är begravd på Bromma kyrkogård.